# Jädraås
Jädraås è un'area urbana della Svezia situata nel comune di Ockelbo, contea di Gävleborg.
La popolazione rilevata nel censimento 2010 era di 220 abitanti .